# Dysonans kulturowy
Dysonans kulturowy – konflikt treści kulturowych, oczekiwań, sposobów myślenia, stylów konsumpcji. Każda jednostka znajdując się w nowym otoczeniu lub kraju odczuwa dysonans kulturowy z powodu różnic kulturowych pomiędzy danym regionem lub krajem. Otoczenie kulturowe jest narzucane jednostce przez różne kultury, którym dana jednostka podlega.